# جی‌لین (شهر)
شهر جی‌لین (به چینی: 吉林市) یک شهر در سطح ولایت در جمهوری خلق چین است که در استان جی‌لین واقع شده‌است.
شهر جی‌لین، دومین شهر پرجمعیت در استان جی‌لین پس از پایتخت استان، چانگچون، می‌باشد. در گذشته، این شهر مهم‌ترین و پرجمعیت‌ترین شهر منطقه بود. اما در زمانی که این منطقه در اشغال قوای ژاپنی بود و این منطقه تابع کشور دست‌نشاندهٔ منچوکو، ژاپنی‌ها پایتخت این کشور را در شهر چانگچون قرار دادند و نام آن شهر را به «شهر ویژهٔ شین‌جینگ» (پایتخت نو)(به چینی: 新京特别市) تغییر دادند. علاوه بر آن، شهر چانگچون بر روی مسیر اصلی ریل سراسری منچوری قرار داشت. به همین دلائل، شهر جی‌لین به حاشیه رفته و از اهمیت منطقه‌ای آن کم شد. پس از آزادسازی چین و تشکیل جمهوری خلق چین، بین سال‌های ‍۱۹۴۹ و ۱۹۵۶ میلادی، این شهر مرکز اداری استان جی‌لین بود، تا زمانی که مرکز استان به چانگچون منتقل شد.
این شهر تنها کلان‌شهر در چین می‌باشد که هم‌نام استان خود می‌باشد. حتی پس از انتقال پایتخت استان در سال ۱۹۵۶ میلادی، نام استان «جی‌لین» باقی ماند.

## خصوصیات
جی‌لین ۲۷٬۷۱۱٫۴۱ کیلومترمربع مساحت و ۳٬۶۲۳٬۷۱۳ نفر جمعیت دارد و ۲۰۲ متر بالاتر از سطح دریا واقع شده‌است.

## خواهرخوانده
شهرهای ولگوگراد و اسپوکن خواهرخوانده‌های جی‌لین (شهر) هستند.

## شهرها و شهرستان‌ها
|                |           |              |            |                      |             |  |  |  |  |  |
| نام            | حروف چینی | پین‌یین       | جمعیت-۱۳۹۹ | مساحت (کیلومتر مربع) | تراکم جمعیت |  |  |  |  |  |
| منطقه چانگ‌یی   | 昌邑区    | Chāngyì Qū   | ۶۳۷٬۵۴۴    | ۸۵۷٫۲۰               | ۷۴۳٫۷۵      |  |  |  |  |  |
| منطقه چوان‌یینگ | 船营区    | Chuányíng Qū | ۴۶۴٬۸۹۳    | ۶۸۵٫۹۱               | ۶۷۷٫۷۸      |  |  |  |  |  |
| منطقه فنگ‌مان   | 丰满区    | Fēngmǎn Qū   | ۴۲۱٬۸۲۱    | ۱٬۰۵۹٫۷۵             | ۳۹۸٫۰۴      |  |  |  |  |  |
| منطقه لونگ‌تان  | 龙潭区    | Lóngtán Qū   | ۳۷۱٬۶۰۷    | ۱٬۱۷۱٫۴۹             | ۳۱۷٫۲۱      |  |  |  |  |  |
| شهر پان‌شی      | 磐石市    | Pánshí Shì   | ۳۷۰٬۲۳۸    | ۳٬۸۶۱٫۲۰             | ۹۵٫۸۹       |  |  |  |  |  |
| شهر جیاوهه     | 蛟河市    | Jiāohé Shì   | ۳۲۸٬۹۲۵    | ۶٬۳۶۹٫۸۸             | ۵۱٫۶۴       |  |  |  |  |  |
| شهر شولان      | 舒兰市    | Shūlán Shì   | ۴۰۶٬۷۴۴    | ۴٬۵۵۹٫۵۶             | ۸۹٫۲۱       |  |  |  |  |  |
| شهر هوادیان    | 桦甸市    | Huàdiàn Shì  | ۳۴۱٬۳۰۸    | ۶٬۵۲۰٫۷۷             | ۵۲٫۳۴       |  |  |  |  |  |
| شهرستان یونگ‌جی | 永吉县    | Yǒngjí Xiàn  | ۲۸۰٬۶۳۳    | ۲٬۶۲۵٫۶۷             | ۱۰۶٫۸۸      |  |  |  |  |  |